# 1/2王子
《1⁄2 王子》為冒險者天堂（銘顯文化）出版的臺灣小說。屬於銘顯文化的MH輕小說叢書系列，作者為御我，插畫平裝版為亞砂，完全版為戰部露，新裝版為小強COCO。
故事描述一位生活在現實的少女，進入到遊戲世界中變成男性並取名叫王子。改編漫畫於東立出版社《龍少年》進行連載。在作者女兒出生時他也剛好開始接畫，於2006年開始至2014年期間進行連載。單行本全16卷。

## 故事大綱
女主角風藍在與弟弟的一次口角中，被譏笑在遊戲中只會靠男人，一怒之下在新款遊戲「第二生命」中建了一個男號——王子。進入遊戲後，由於王子「驚為天人」的外表，導致剛進遊戲就惹出一堆麻煩來，在王子轉職成精靈戰士後，逐漸熟悉遊戲的「她」，遇到了隱藏GM小龍女，也陸續結識了祭司醜狼，死靈法師娃娃，吟遊詩人居里亞斯特斯，以及魔法師羽憐，並和他們一起踏上未知的旅途。

## 登場人物

### 非常隊
風藍（王子）
本作的女主角，是一名就學中的大學生，在「第二人生」發行之前是網絡遊戲「世界」的玩家，網公（「網絡老公」）是卓靈斌，不過沒有發現其就是小時候的青梅竹馬「卓哥哥」。用網公送的武器打敗孿生弟弟風陽名而被其諷刺只會靠網公沒有實力。為了告訴老弟自己用男角也能玩得很厲害，而用自己第一個登入遊戲的獎勵機會辦了男性角色，並由小龍女取名為王子。
後來成為無垠城的城主，亦有「血腥精靈」、「血腥霸主」之稱。在遊戲中的種族為精靈，職業為戰士。
龍水涵（小龍女）
遊戲公司的千金，同時也是龍典的表妹，極其喜歡香奈兒的商品，為了買包包甚至會去X森購物頻道當女郎。一開始便已遊戲GM的身份出場，漠視遊戲規則替王子的角色美型度提升到40%（一般只能提升到30%），也是幫王子取名字的人。
為了幫助因太美型而到處被女生追趕的王子，早期兩人對外宣稱是情侶。於冒險者大會時因為使用遁地術逃過一劫、殺死唯一倖存者風無情後為其隊伍贏得領土（無垠城），在那之後甚至讓風無情為她深深著迷。是要臉有臉、要身材有身材的美女，遊戲中的種族為精靈，職業為盜賊。
閔居文（居里亞斯特斯/居）
起初以Gay的身份出場，死纏著王子不放的魔族吟遊詩人，通稱居，非常帥，也是風藍少數認同的帥哥之一。他有一隻寵物火凰，母的，後來使其與肉包包成為夫婦。於NPC暴動時為了保護王子而啟用自爆程式與NPC同歸於盡。在現實中是風藍與風揚名的教授，是個實為異性戀的天才，還能夠一邊看國小音樂課本一邊把課教得頭頭是道。最後跟風藍結為夫妻，並育有一名女兒閔藍藍。
李天狼（醜狼）
在現實中是風藍與風揚名的大學醫護室醫生，最後和羽憐結為夫妻。遊戲中的種族為狼族，職業為祭司。
羽憐
人族魔法師。一開始稱被非常隊成員間的友誼所感動而加入非常隊，一起冒險過程中愛上李天狼。其實是娃娃的管家，為了保護娃娃才加入。非常隊眾人知道真相後十分驚訝，娃娃甚至因而出走。
娃娃
在現實世界中是一位公主，喜歡《美少女戰士》。
後來跟天仙結為夫妻，遊戲中的種族為天使，職業為死靈法師。  《歪傳》中已成為女王的娃娃被犯罪集團綁架，四歲和五歲的小小藍和小龍名前去埃及拯救。
肉包子
王子在打狼時得到的寵物。
火凰
非常隊在打敗鳳凰隊時的戰利品，後來成為居的寵物。

### 暗黑邪皇隊
風揚名（風無情）
風藍的雙胞胎弟弟，是風藍暗自認同的帥哥。
之前玩遊戲被一直拿老公東西的風藍打得很淒慘，因此諷刺風藍玩遊戲只能靠男人。
喜歡小龍女。常被稱為楚留香，遊戲中的職業為劍士。最後跟龍水涵結為夫妻，並育有一子風龍名。
卓靈斌（邪靈）
喜歡風藍，最後和小小藍結為夫妻。遊戲中的種族為黑暗精靈。
卓明斌（明皇）
卓靈斌的弟弟。風藍、風龍名的青梅竹馬。小時候很可愛長大後卻成了傲嬌的美少年。隊裡的魔法師。
在《歪傳》裡協助小小藍逼婚哥哥卓靈斌。
其他成員：
偷香公子
狙擊手
黑百合

### 玫瑰小隊
歐陽玫（雪白玫瑰/玫瑰）
風藍的表姐，後來跟斷劍結為夫婦。
晴天
後來跟陽光結為夫妻。
其他成員：
斷劍
小強
勒茍拉斯
補血專用

### 劍無罪冒險團
南宮罪（罪）
冒險團的團長，現實中是一位（娃娃臉）警察，後來跟浴冰鳳凰結為夫妻，遊戲中的種族為人族，職業為戰士。
空空
冒險團裡唯一的盜賊。
白鳥麗人（白鳥）
冒險團的副團長，也是浴冰鳳凰的姐姐。
浴冰鳳凰（鳳凰）
南宮罪的乾妹。
窗外
白鳥的老公。

### 其他角色
風藍爸（親親老公）

風藍媽（親親老婆）

風龍名
風揚名和龍水涵的兒子。
閔藍藍（小小藍）
風藍和閔居文的女兒，平板身材（都是肌肉），最後和卓靈斌結為夫妻。
古雲非（雲）
和綠晶同為風藍的同班同學兼死黨。
綠晶（晶）
風藍的另一位死黨。
龍爸
第二生命公司的總裁，也是龍水涵的父親。
龍典
龍水涵的表哥，也是第二生命的創造者。
西門風（西門）
原為肌肉型猛男，在遊戲中因得罪了神獸安瑞，而被罰於白天變為（有料的）長髮女生。
梵
天神冒險團的團長。
魅

奎

皇威

冬凱
東大陸霸主。
狄絲
冬凱的妹妹。
神經兮兮
西大陸霸主，蛋蛋的老公。
蛋蛋
神經兮兮的老婆。
北方一枝花
北大陸大陸霸主。
不死男
南大陸霸主。

### 有意識的NPC們
生命主宰
紅髮灰眼，左眼下有著奇異魔紋。
劍心
鬼王，原為現實世界的人，參加龍典的實驗後身體被殺死，留在遊戲世界的意識與NPC身分結合，變成有自我意識的NPC，後來成為王子的人形寵物。武功高強，常常被遊戲裡排行第三（現實世界也是武術高手）的冷狐跟著。
陽光（蘭提斯•以藍玉神麟）
阿拉伯王子，擁有一張飛毯，後來跟晴天結為夫妻，也是王子的人形寵物。
精靈

惡魔十三

天仙
飄仙洞的BOSS，後來跟娃娃結為夫妻。
安瑞
第二生命裡的神獸，是一顆蛤蜊。
四大天王
海洋之心

流風
烈火
土孩

## 出版書籍
平裝版
官網出版資訊參見以下來源。
| 冊數 | 標題        | 銘顯文化       | 銘顯文化               |
| 冊數 | 標題        | 發售日期       | ISBN                   |
| ---- | ----------- | -------------- | ---------------------- |
| 1    | 傳說的開始  | 2004年10月4日  | ISBN 978-986-7391-20-9 |
| 2    | 現實與虛擬  | 2004年11月1日  | ISBN 978-986-7391-51-3 |
| 3    | 王子流浪記  | 2004年11月30日 | ISBN 978-986-7391-65-0 |
| 4    | 無垠賣唱團  | 2005年1月3日   | ISBN 978-986-7391-83-4 |
| 5    | 不再是王子  | 2005年2月2日   | ISBN 978-986-7391-84-1 |
| 6    | NPC造反     | 2005年3月14日  | ISBN 978-986-7303-31-8 |
| 7    | 生命的消逝  | 2005年4月25日  | ISBN 978-986-7303-53-0 |
| 8    | 永恆的傳說  | 2005年6月6日   | ISBN 978-986-7303-80-6 |
| 外傳 | 1/2王子歪傳 | 2005年8月15日  | ISBN 978-986-7201-82-9 |

完全版
官網出版資訊參見以下來源。
| 冊數 | 標題       | 銘顯文化       | 銘顯文化               |
| 冊數 | 標題       | 發售日期       | ISBN                   |
| ---- | ---------- | -------------- | ---------------------- |
| 1    | 傳說的開始 | 2006年8月20日  | ISBN 978-986-1713-62-5 |
| 2    | 冒險隊大會 | 2006年9月20日  | ISBN 978-986-1713-67-0 |
| 3    | 無垠城到手 | 2006年10月20日 | ISBN 978-986-1714-05-9 |
| 4    | NPC寵物    | 2006年11月20日 | ISBN 978-986-1714-54-7 |
| 5    | 無垠賣唱團 | 2006年12月20日 | ISBN 978-986-1715-01-8 |
| 6    | 不再是王子 | 2007年1月20日  | ISBN 978-986-1715-51-3 |
| 7    | 血腥霸主   | 2007年2月15日  | ISBN 978-986-1715-88-9 |
| 8    | NPC反攻    | 2007年3月23日  | ISBN 978-986-1716-25-1 |
| 9    | 王子的毀滅 | 2007年4月23日  | ISBN 978-986-1716-29-9 |
| 10   | 現實大出擊 | 2007年5月21日  | ISBN 978-986-1716-88-6 |
| 11   | 王子的傳說 | 2007年6月21日  | ISBN 978-986-1716-97-8 |
| 12   | 永恆的傳說 | 2007年7月1日   | ISBN 978-986-1717-36-4 |

新裝版
官網出版資訊參見以下來源。
| 冊數 | 標題             | 銘顯文化       | 銘顯文化               |
| 冊數 | 標題             | 發售日期       | ISBN                   |
| ---- | ---------------- | -------------- | ---------------------- |
| 1    | 傳說的開始       | 2011年1月26日  | ISBN 978-986-2607-52-7 |
| 2    | 虛擬現實大混戰   | 2011年6月21日  | ISBN 978-986-2608-80-7 |
| 3    | 無垠不敗         | 2011年6月21日  | ISBN 978-986-2609-68-2 |
| 4    | 王子與王者       | 2011年11月10日 | ISBN 978-986-2992-62-3 |
| 5    | 生命的主宰者     | 2012年2月6日   | ISBN 978-986-2994-04-7 |
| 6    | 虛擬與現實的交錯 | 2012年6月11日  | ISBN 978-986-2995-67-9 |
| 7    | 很久很久以後……   | 2012年8月16日  | ISBN 978-986-2997-23-9 |

### 相關書籍
畫冊
| 書名                                  | 銘顯文化     | 銘顯文化               | 繪者   |
| 書名                                  | 發售日期     | ISBN                   | 繪者   |
| ------------------------------------- | ------------ | ---------------------- | ------ |
| 1/2＠王子.COM 1/2王子公式設定資料畫集 | 2005年7月1日 | ISBN 978-986-7201-56-0 | 亞砂   |
| 1/2王子@PERFECT.COM完全版公式畫集     | 2008年2月1日 | ISBN 978-986-2180-84-6 | 戰部露 |

- 1/2王子視覺美繪 複製畫集

| 冊數 | 銘顯文化     | 銘顯文化               | 繪者     |
| 冊數 | 發售日期     | ISBN                   | 繪者     |
| ---- | ------------ | ---------------------- | -------- |
| Ⅰ    | 2009年8月1日 | ISBN 978-986-7483-77-5 | 小強COCO |
| Ⅱ    | 2014年2月6日 | ISBN 2280856500666     | 小強COCO |

特刊
| 書名                  | 銘顯文化      | 銘顯文化              | 飛燕文創      | 飛燕文創              |
| 書名                  | 發售日期      | ISBN                  | 發售日期      | ISBN                  |
| --------------------- | ------------- | --------------------- | ------------- | --------------------- |
| 1/2王子10周年紀念特刊 | 2016年2月18日 | EAN 471-296-0841-62-8 | 2016年2月18日 | EAN 471-322-7492-54-6 |

### 漫畫
| 卷數 | 東立出版社    | 東立出版社             |
| 卷數 | 發售日期      | ISBN                   |
| ---- | ------------- | ---------------------- |
| 1    | 2007年1月31日 | ISBN 978-986-1195-04-9 |
| 2    | 2007年9月3日  | ISBN 978-986-1006-30-7 |
| 3    | 2008年1月28日 | ISBN 978-986-1014-34-0 |
| 4    | 2008年7月30日 | ISBN 978-986-1022-05-5 |
| 5    | 2009年1月17日 | ISBN 978-986-1031-27-9 |
| 6    | 2009年7月22日 | ISBN 978-986-1038-77-3 |
| 7    | 2010年1月18日 | ISBN 978-986-1051-07-9 |
| 8    | 2010年7月26日 | ISBN 978-986-1127-01-9 |
| 9    | 2011年3月14日 | ISBN 978-986-1074-08-5 |
| 10   | 2011年7月22日 | ISBN 978-986-1078-76-2 |
| 11   | 2012年1月18日 | ISBN 978-986-1093-48-2 |
| 12   | 2012年7月20日 | ISBN 978-986-3172-13-0 |
| 13   | 2013年2月1日  | ISBN 978-986-3248-56-9 |
| 14   | 2013年7月19日 | ISBN 978-986-3329-84-8 |
| 15   | 2014年1月17日 | ISBN 978-986-3480-51-8 |
| 16   | 2014年7月2日  | ISBN 978-986-3652-23-6 |

## 外部連結
- 兩種創作 一樣的自我突破 專訪漫畫家 蔡鴻忠與輕小說家 御我（页面存档备份，存于）